# Open Your Heart (Madonna-låt)
"Open Your Heart" är en låt framförd av den amerikanska popartisten Madonna och utgiven som den fjärde singeln från hennes tredje studioalbum True Blue den 12 november 1986. Preliminär arbetstitel var från början "Follow Your Heart", skriven som en rock'n'roll-låt för Cyndi Lauper av låtskrivarna Gardner Cole och Peter Rafelson. Lauper spelade dock aldrig in låten, som istället upptäcktes av Madonnas manager när de letade efter nya låtar till True Blue. Madonna accepterade den och gjorde en del ändringar i texten samt anpassade kompositionen för sin danspopstil.

## Bakgrund
Ursprungligen var "Open Your Heart" en rock'n'roll-låt betitlad "Follow Your Heart", skriven av Gardner Cole och Peter Rafelson för Cyndi Lauper, som de emellertid aldrig presenterade den för. Man hade även gruppen The Temptations i åtanke för låten. Deras manager Benny Medina kom fram till att de ville spela in låten trots allt, men ändrade sig när de fick veta att Madonna redan hade gjort det. Originaltiteln kom enligt Cole från den lokala hälsorestaurangen Follow Your Heart i Canoga Park, Kalifornien där han hade blivit förälskad i en servitris vid namn Lisa, som från början var inspirationen till sångtexten.

## Format och låtlistor
| - 7"-vinylsingel - USA 1. "Open Your Heart" – 4:12 2. "White Heat" (LP-version) – 4:40 - 12"-vinylsingel - USA 1. "Open Your Heart" (utökad version) – 10:35 2. "Open Your Heart" (dub) – 6:43 3. "Where's the Party" (LP-version) – 4:21 - 7"-vinylsingel - Storbritannien 1. "Open Your Heart" (remix) – 3:59 2. "Lucky Star" (edit) – 3:44 | - 12"-vinylsingel - Storbritannien 1. "Open Your Heart" (utökad version) – 10:35 2. "Open Your Heart" (dub) – 6:43 3. "Lucky Star" (fullängdsversion) – 5:33 - "Rain" 12"/CD - Storbritannien (1993) 1. "Rain" (radioremix) – 4:35 2. "Open Your Heart" (albumversion) – 4:13 3. "Up Down Suite" (tidigare outgiven) – 12:13 - "Rain" 7"/kassettsingel - Storbritannien (1993) 1. "Rain" (remix edit) – 4:17 2. "Open Your Heart" (albumversion) – 4:13 |

## Medverkande
- Madonna – sång, bakgrundssång
- Jonathan Moffett – trummor
- Paulinho Da Costa – slagverk
- David Williams – gitarr
- Patrick Leonard – keyboard

Medverkande är hämtade ur albumhäftet till True Blue.

## Listplaceringar och certifikat
| Lista (1986–87)                 | Högsta position |
| ------------------------------- | --------------- |
| Australien (Kent Music Report)  | 16              |
| Belgien (VRT Top 30)            | 4               |
| Frankrike                       | 24              |
| Irland                          | 2               |
| Italien                         | 6               |
| Kanada (RPM)                    | 8               |
| Nederländerna                   | 7               |
| Nya Zeeland                     | 12              |
| Schweiz                         | 11              |
| Storbritannien                  | 4               |
| Tyskland                        | 17              |
| USA (Billboard Hot 100)         | 1               |
| USA (Hot Dance Music/Club Play) | 1               |
| Österrike                       | 18              |

| Lista (1986)                    | Position |
| ------------------------------- | -------- |
| Kanada (RPM)                    | 68       |
| Italien                         | 62       |
| USA (Billboard Hot 100)         | 30       |
| USA (Hot Dance Music/Club Play) | 24       |

| Land           | Certifikat |
| -------------- | ---------- |
| Storbritannien | Silver     |